# Championnats panarabes d'athlétisme 2003
Navigation
Édition précédente Édition suivante
Les Championnats panarabes d'athlétisme 2003  ont eu lieu à Amman en Jordanie.  Ils ont enregistré la participation  de 15 pays arabes  avec les absences remarquées du Maroc et de la Tunisie.  L’Algérie qui a dominé les épreuves féminines avec 12 titres devant l’Égypte (5 titres) a remporté les championnats avec 14 médailles d’or contre 7 pour le Qatar. 

## Résultats

### Hommes
| Event                 | Or                                    | Or             | Argent                             | Argent          | Bronze                             | Bronze         |
| --------------------- | ------------------------------------- | -------------- | ---------------------------------- | --------------- | ---------------------------------- | -------------- |
| 100 mètres            | Salem Mubarak al-Yami Arabie saoudite | 10 s 18        | Mohamed Farhan Bahreïn             | 10 s 2          | Khalil Hnahna Jordanie             | 10 s 24        |
| 200 mètres            | Fawzi Al-Shammari Koweït              | 20 s 41        | Hamed El-Bishi Arabie saoudite     | 20 s 69         | Nagmeldin Ali Abubakr Soudan       | 20 s 93        |
| 400 mètres            | Fawzi Al-Shammari Koweït              | 44 s 93        | Nagmeldin Ali Abubakr Soudan       | 45 s 43         | Adam Houcine Algérie               | 45 s 63        |
| 800 mètres            | Ismail Mohamed Ismail Soudan          | 1 min 46 s 76  | Adam Abdo adam Qatar               | 1 min 47 s 52   | Rashid Ramzi Bahreïn               | 1 min 47 s 56  |
| 1 500 mètres          | Rashid Ramzi Bahreïn                  | 3 min 53 s 18  | Tarek Boukensa Algérie             | 3 min 53 s 24   | Abubaker Ali Kamal Qatar           | 3 min 54 s 68  |
| 5 000 mètres          | Khoudhir Aggoun Algérie               | 13 min 59 s 2  | Abdelazie El-Omary Qatar           | 13 min 59 s 4   | Abdelhak El-Qorashi Bahreïn        | 14 min 4 s 7   |
| 10 000 mètres         | Dawood Saadoun Qatar                  | 31 min 7 s 10  | Abdelhak El-Qorashi Bahreïn        | 31 min 7 s 82   | Saud Ethebiti Arabie saoudite      | 31 min 15 s 34 |
| Semi-marathon         | Mohamed Abdelhamid Qatar              | 1 h 5 min 48 s | Riadh Mustapha Bahreïn             | 1 h 5 min 50 s  | Ahmed Jaber Qatar                  | 1 h 9 min 14 s |
| 3000 mètres steeple   | Khamis Abdallah Seif Qatar            | 8 min 40 s 90  | Abel Yakut Juhar Bahreïn           | 8 min 42 s 59   | Hakim Maazouz Algérie              | 8 min 47 s 10  |
| 110 mètres haies      | Mubarak Ata Mubarak Arabie saoudite   | 13 s 71        | Mubarak Essaydi Arabie saoudite    | 13 s 99         | Mohamed Zaouadi Qatar              | 14 s 11        |
| 400 mètres haies      | Mubarak Ennubi Qatar                  | 49 s 66        | Ibrahim El-Homaidy Arabie saoudite | 50 s 05         | Zahredine Najm Syrie               | 51 s 21        |
| Saut en hauteur       | Jean-Claude Rbat Liban                | 2,21 m         | Salem Nasser Bekheet Bahreïn       | 2,18 m          | Mohamed Ben Mahdia Algérie         | 2,12 m         |
| Saut à la perche      | Rafik Fethi Algérie                   | 4,95 m         | Abdallah Souid Qatar               | 4,90 m          | Hamad Shahaby Qatar                | 4,00 m         |
| Saut en longueur      | Hessine Tahar Essabaâ Arabie saoudite | 8,30 m         | Nabil Adamou Algérie               | 8,07 m          | Abdelrahman Soltani Qatar          | 8,02 m         |
| Triple saut           | Mohamed Hamdy Awadh-Allah Qatar       | 16,55 m        | Mohamed Haruzi Syrie               | 16,50 m         | Marzook Abdallah Koweït            | 15,99 m        |
| Lancer du poids       | Bilal Saâd Qatar                      | 18,73 m        | Khalid Habash Essiwidi Qatar       | 18,44 m         | Sultan al-Habashi Arabie saoudite  | 18,15 m        |
| Lancer du disque      | Omar Ahmed El Ghazaly Égypte          | 58,30 m        | Khalid Habash Essiwidi Qatar       | 57,56 m         | Sultan Al-Dawoodi Arabie saoudite  | 52,88 m        |
| Lancer du marteau     | Ali Al-Zinkawi Koweït                 | 72,70 m        | Nasser El Jar-Allah Koweït         | 71,00 m         | Samir Haouam Algérie               | 70,85 m        |
| Lancer du javelot     | Waleed Mohamed Égypte                 | 77,03 m        | Mohamed Ibrahim Qatar              | 73,33 m         | Firas El-Mahameed Syrie            | 71,88 m        |
| Décathlon             | Ahmed Hassen Moussa Qatar             | 7377 pts       | Mustapha Hussein Égypte            | 7276 pts        | Mohamed Belmatroud Arabie saoudite | 6889 pts       |
| 20 km marche          | Waleed Sabbahi Qatar                  | 1 h 31 min 7 s | Mabrook Saleh Qatar                | 1 h 31 min 52 s | Yasser Abboud Syrie                | 1 h 33 min 5 s |
| Relais 4 × 100 mètres | Arabie saoudite                       | 39 s 06        | Qatar                              | 40 s 10         | Oman                               | 40 s 42        |
| Relais 4×400 mètres   | Arabie saoudite                       | 3 min 6 s 67   | Qatar                              | 3 min 6 s 09    | Soudan                             | 3 min 8 s 86   |

### Dames
| Event                 | Or                          | Or              | Argent                      | Argent          | Bronze                   | Bronze          |
| --------------------- | --------------------------- | --------------- | --------------------------- | --------------- | ------------------------ | --------------- |
| 100 mètres            | Roqaya Al-Ghassra Bahreïn   | 11 s 61         | Baya Rahouli Liban          | 11 s 69         | Houria Moussa Algérie    | 12 s 01         |
| 200 mètres            | Roqaya Al-Ghassra Bahreïn   | 24 s 09         | Greta Teslakian Liban       | 24 s 13         | Muna Jabir Adam Soudan   | 24 s 45         |
| 400 mètres            | Muna Jabir Adam Soudan      | 54 s 34         | Greta Teslakian Liban       | 56 s 16         | Sada Arous Algérie       | 57 s 4          |
| 800 mètres            | Nahidha Touhami Algérie     | 2 min 5 s 83    | Hend Mohamed Kooko Soudan   | 2 min 10 s 96   | Mashaer Ali Soudan       | 2 min 12 s 96   |
| 1 500 mètres          | Nahidha Touhami Algérie     | 4 min 25 s 6    | Hend Mohamed Kooko Soudan   | 4 min 34 s 3    | Iman Jallad Syrie        | 4 min 48 s 09   |
| 5 000 mètres          | Souad Ait Salem Algérie     | 16 min 8 s 6    | Nadia Ejjafini Bahreïn      | 16 min 50 s 6   | Noor Baqour Jordanie     | 17 min 46 s 9   |
| 10 000 mètres         | Souad Ait Salem Algérie     | 34 min 47 s 73  | Zeineb Bakour Syrie         | 36 min 39 s 2   | Mashaer Ali Soudan       | 37 min 3 s 94   |
| Semi-marathon         | Nadia Ejjafini Bahreïn      | 1 h 19 min 40 s | Zeineb Bakour Syrie         | 1h 24 min 58 s  | Turkmana Soudan          | 1 h 40 min 43 s |
| 100 mètres haies      | Naïma Bentahar Algérie      | 14 s 25         | Samira Harrouche Algérie    | 14 s 79         | Basma Ashoushe Jordanie  | 15 s 64         |
| 400 mètres haies      | Diala Eshab Liban           | 62 s 81         | Samira Harrouche Algérie    | 62 s 85         | Ghadir Mekhadma Jordanie | 69 s 60         |
| Saut en hauteur       | Amina Lemgherbi Algérie     | 1,66 m          | Karine Boucheknian Liban    | 1,63 m          | Amira Khalid Égypte      | 1,55 m          |
| Saut à la perche      | Nesrine Ahmed Imam Égypte   | 2,70 m          | Basma Ashoushe Jordanie     | 2,50 m          |                          |                 |
| Saut en longueur      | Baya Rahouli Algérie        | 6,18 m          | Mona Sabry Égypte           | 6,00 m          | Souad Zeghib Syrie       | 5 ,77 m         |
| Triple saut           | Baya Rahouli Algérie        | 14,02 m         | Mona Sabry Égypte           | 12,56 m         | Noura Dalati Syrie       | 11,94 m         |
| Lancer du poids       | Wafa Ismaïl Baghdadi Égypte | 15,17 m         | Heba Zaghary Égypte         | 14,19 m         | Fatima Azzahra Jordanie  | 8,09 m          |
| lancer du disque      | Heba Zaghary Égypte         | 51,94 m         | Wafa Ismaïl Baghdadi Égypte | 34,93 m         | Fatima Azzahra Jordanie  | 30,67 m         |
| Lancer du marteau     | Marwa Ahmed Hessine Égypte  | 61,74 m         | Rawdh Eïd Hessine Égypte    | 53,80 m         | Feten Bekheet Jordanie   | 18,83 m         |
| Lancer du javelot     | Hanaa Ramadhan Omar Égypte  | 54,03 m         | Ghofran Shamak Syrie        | 39,76 m         | Heba Zaghary Égypte      | 36,16 m         |
| Heptathlon            | Marah Bouaouadia Algérie    | 5107 pts        | Diala Eshab Liban           | 4208 pts        | Arwa Abu-Shabab Jordanie | 3094 pts        |
| 10 km marche          | Bahia Boussad Algérie       | 51 min 1 s 1    | Ghaya Emzal Algérie         | 53 min 24 s 3 s | Hanaa Sayed Higaz Égypte | 55 min 21 s 6   |
| Relais 4 × 100 mètres | Algérie                     | 48 s 18         | Soudan                      | 48 s 68         | Liban                    | 48 s 76         |
| Relais 4×400 mètres   | Algérie                     | 3 min 50 s 42   | Soudan                      | 3 min 51 s 28   | Syrie                    | 4 min 0 s 10    |

## Tableau des médailles

### Hommes
| Rang | Nation          | Or | Argent | Bronze | Total |
| ---- | --------------- | -- | ------ | ------ | ----- |
| 1    | Qatar           | 8  | 9      | 5      | 22    |
| 2    | Arabie saoudite | 5  | 3      | 4      | 12    |
| 3    | Koweït          | 3  | 1      | 1      | 5     |
| 4    | Algérie         | 2  | 2      | 4      | 8     |
| 5    | Égypte          | 2  | 1      | 0      | 3     |
| 6    | Bahreïn         | 1  | 5      | 2      | 8     |
| 7    | Soudan          | 1  | 1      | 2      | 4     |
| 8    | Liban           | 1  | 0      | 0      | 1     |
| 9    | Syrie           | 0  | 1      | 3      | 4     |
| 10   | Jordanie        | 0  | 0      | 1      | 1     |
| 10   | Oman            | 0  | 0      | 1      | 1     |
| 12   | Libye           | 0  | 0      | 0      | 0     |
| 12   | Iraq            | 0  | 0      | 0      | 0     |
| 12   | Palestine       | 0  | 0      | 0      | 0     |
| 12   | Yémen           | 0  | 0      | 0      | 0     |
| -    | Total           | 23 | 23     | 23     | 69    |

### Dames
| Rang | Nation   | Or | Argent | Bronze | Total |
| ---- | -------- | -- | ------ | ------ | ----- |
| 1    | Algérie  | 12 | 4      | 2      | 18    |
| 2    | Égypte   | 5  | 5      | 3      | 13    |
| 3    | Bahreïn  | 3  | 1      | 0      | 4     |
| 4    | Soudan   | 1  | 4      | 4      | 9     |
| 5    | Liban    | 1  | 4      | 1      | 6     |
| 6    | Syrie    | 0  | 3      | 4      | 7     |
| 7    | Jordanie | 0  | 1      | 7      | 8     |
| -    | Total    | 22 | 22     | 21     | 65    |